# تحفيز العصب المتكرر
تحفيز العصب المتكرر هو بديل لدراسة التوصيل العصبي والذي يعتمد على تنبيه الأعصاب الحركية كهربائيًا بشكل متكرر لعدة مرات في الثانية. يقيّم الطبيب المعالج وجود أمراض الوصل العصبي العضلي عبر مراقبة الاستجابة الكهربائية للعضلات «سي إم إيه بّي»، ويميز بين حالات ما قبل المشبك وحالات ما بعد المشبك. وُصف هذا الاختبار لأول مرة من قبل عالم الأعصاب الألماني فريدريك جولي في عام 1895 ويُعرف أيضًا باسم اختبار جولي.

## الاستخدامات الطبية
يستخدم لتشخيص اضطرابات الوصل العصبي العضلي «إن إم جي»، وأكثرها شيوعًا الوهن العضلي الوبيل. تكون الاستجابة التنازلية «استجابة عضلية أقل وأقل عند تكرار التنبيه» غير طبيعية وتشير إلى خلل وظيفي في «إن إم جي». يمكن التحقق فيما إذا كانت الاستجابة طبيعية بشكل أفضل من خلال إعطاء إيدروفونيوم أو نيوستغمين.

## الآلية
يسبب تنبيه العصب الحركي تحرير الأستيل كولين المخزن ضمن حويصلات في نهاية المحوار، يرتبط الأستيل كولين بالمستقبلات النيكوتينية الموجودة على ألياف العضلات والتي بدورها تفتح قنوات الصوديوم وتزيل استقطاب الخلية العضلية. مع تكرار التحفيز العصبي بسرعة؛ يُستنفذ الأستيل كولين المخزن في طرف العصب تدريجيًا وتضعف إشارته المرسلة إلى ألياف العضلات، ما يؤدي إلى صغر جهود الصفيحة الانتهائية «إي إي بّي إس». تبقى «إي إي بّي إس» في العضلة الطبيعية أعلى من العتبة التي تحتاجها العضلة للتقلص، على الرغم من صغرها مع التنبيه المتكرر. في الوهن العضلي الوبيل، تُحاصر العديد من مستقبلات الأستيل كولين، وتتجاوز «إي إي بّي إس» العتبة في البداية، ثم تنخفض بسرعة إلى ما دون العتبة مع استمرار التنبيه المتكرر، ما يؤدي إلى فشل العضلة في التقلص. تبدأ ألياف العضلة بالفشل واحدةً تلو الأخرى بالتزامن مع قياس «سي إم إيه بّي» الكلي الذي يستمر بالانخفاض مؤديًا لاستجابة تنكسية مرضية.

## التحضير للاختبار
يجب أن تكون منطقة الجسم التي ستُختبر نظيفةً خاليةً من المستحضرات، والمواد الموصلة والمجوهرات، مثل كافة دراسات التوصيل العصبي. يُنصح المرضى بالامتناع عن تناول مثبطات الأستيل كولين أستيراز «مثلَا، بيريدوستغمين ميستينون» لمدة 6-8 ساعات قبل الدراسة إلا إذا وُجدت موانع طبية. توفر هذه العوامل مزيدًا من الأستيل كولين «إيه سي إتش» من أجل ارتباطه مع مستقبلات الكولين «إيه سي إتش آر إس» ما قد يؤدي إلى تضاؤل «سي إم إيه بّي» وينجم عن ذلك في الدراسة الطبيعية «سلبية كاذبة.»

## الإجراء
إذا لم يُجمّد القطب الكهربائي بشكل صحيح، ستتغير سعة «سي إم إيه بّي»، وقد يعطي ذلك نتائج مغلوطة. لذا يجب حماية كل الأقطاب المسجّلة بوضع شريط، وحماية المحفّز بحزام «فيلكرو» وكامل اليد بشريط. الهدف هو تقليص حركة الطرف. انتقال الدفعة (النبضة): يعطي التحفيز دون الحد الأقصى زيادة أو نقصان مصطنعين في سعة «سي إم إيه بّي»، لذا تحقق دائمًا من أن يكون المحفز فوق الحد الأقصى قبل بدء تحفيز العصب المتكرر «آر إن إس».
يُحفَّز العصب المحيطي إلكترونيًا وتُسجَّل سعة «سي إم إيه بّي» في وضع الراحة بعد فترة تنشيط اختيارية قصيرة. يكون تردد التنبيه «3 هرتز» وعدد التنبيهات «10». تُعطى النتيجة بالنسبة المئوية كفرق في سعة «سي إم إيه بّي» بين التحفيز واحد وأربعة. تتغير قيمة المنطقة عادةً بالتوازي لكنها لا تُسجل. يجب أخذ العوامل التقنية بعين الاعتبار إذا وُجد اختلاف كبير بين نقصان السعة والمنطقة.

## تفسير النتائج

### بروتوكول التسجيل
1. التسجيل في وضع الراحة.
2. مباشرةً بعد التنشيط (التنشيط الافتراضي 20 ثانية، في الحالات الشديدة 10 ثواني).
3. بعد دقيقة من التنشيط.
4. بعد ثلاث دقائق من التنشيط.

## روابط خارجية
- Jolly's myasthenic reaction على قاموس من سمى هذا؟